# Гензель и Гретель (фильм, 1983)
«Ге́нзель и Гре́тель» (англ. Hansel and Gretel) — первый телефильм, снятый американским режиссёром Тимом Бёртоном на студии «Disney» по одноимённой сказке братьев Гримм, предназначенный для японского отделения Disney Channel. Фильм демонстрировался всего один раз — в ночь на Хэллоуин в столь позднее для детского канала время, что большинство зрителей его так и не увидели. Долгое время «Гензель и Гретель» считался утерянным.
Все роли в фильме исполнили японские актёры, бэкграунд фильма также делался в расчёте либо на японскую аудиторию, либо на американского зрителя, увлеченного Японией. Так, например, на экране часто появляются игрушечные роботы-трансформеры: их изготовлением занимается отец Гензеля и Гретель, игрушечная утка одного из героев, под воздействием злых чар, превращается в агрессивно настроенного робота и тому подобное.

## Сюжет
Основан на известной сказке. Брат и сестра — Гензель (Джим Ишида) и Гретель (Мишель Яма), — заблудившись, попадают в избушку злой ведьмы-людоедки. Игрушки, сделанные отцом детей, до поры добрые и милые, по знаку ведьмы превращаются в кровожадных чудовищ и пытаются помочь своей новой хозяйке поймать Гензеля и Гретель. Только вера в добро и навыки карате помогают героям остаться в живых.

## В ролях
- Джим Ишида — Гензель
- Мишель Яма — Гретель